# TUSC2
TUSC2 (англ. Tumor suppressor candidate 2) – білок, який кодується однойменним геном, розташованим у людей на короткому плечі 3-ї хромосоми.  Довжина поліпептидного ланцюга білка становить 110 амінокислот, а молекулярна маса — 12 074.
| 10         |  | 20         |  | 30         |  | 40         |  | 50         |
| ---------- |  | ---------- |  | ---------- |  | ---------- |  | ---------- |
| MGASGSKARG |  | LWPFASAAGG |  | GGSEAAGAEQ |  | ALVRPRGRAV |  | PPFVFTRRGS |
| MFYDEDGDLA |  | HEFYEETIVT |  | KNGQKRAKLR |  | RVHKNLIPQG |  | IVKLDHPRIH |
| VDFPVILYEV |  |            |  |            |  |            |  |            |

A: Аланін

D: Аспарагінова кислота

E: Глутамінова кислота

F: Фенілаланін

G: Гліцин

H: Гістидин

I: Ізолейцин

K: Лізин

L: Лейцин

M: Метіонін

N: Аспарагін

P: Пролін

Q: Глутамін

R: Аргінін

S: Серин

T: Треонін

V: Валін

W: Триптофан

Кодований геном білок за функцією належить до фосфопротеїнів. 
Задіяний у такому біологічному процесі як клітинний цикл. 